# Ban Bí thư Ban Chấp hành Trung ương Đảng Cộng sản Liên Xô khóa XXVI (1981–1986)
Ban Bí thư Ban Chấp hành Trung ương Đảng Cộng sản Liên Xô khóa XXVI (1981-1986) được bầu tại Hội nghị Trung ương lần thứ nhất của Ban chấp hành Trung ương Đảng Cộng sản Liên Xô khóa XXVI được tổ chức ngày 3/3/1981.

## Ủy viên
| Tên (sinh–mất)                   | Bắt đầu    | Kết thúc   | Thời gian       | Ghi chú |
| -------------------------------- | ---------- | ---------- | --------------- | --- |
| Leonid Brezhnev (1906–1982)      | 3/3/1981   | 10/11/1982 | 1 năm, 221 ngày | Bầu Tổng Bí thư tại Hội nghị lần thứ 1. Mất khi đang tại nhiệm                                                                            |
| Yuri Andropov (1914–1984)        | 24/5/1982  | 9/2/1984   | 1 năm, 261 ngày | Bầu Bí thư thứ 2 Ban Bí thư tại Hội nghị lần thứ 3 (5/1982) và Tổng Bí thư tại Hội nghị lần thứ 4(12/11/1982). Mất khi đang tại nhiệm     |
| Konstantin Chernenko (1911–1985) | 3/3/1981   | 10/3/1985  | 4 năm, 7 ngày   | Hội nghị lần thứ 4 (1982) là Bí thư thứ 2 Ban Bí thư và Tổng Bí thư tại Hội nghị lần thứ 8 (1984). Mất khi đang tại nhiệm                 |
| Mikhail Gorbachev (sinh 1931)    | 3/3/1981   | 6/3/1986   | 4 năm, 130 ngày | Bí thư thứ 2 Ban Bí thư tại Hội nghị lần thứ 8 (1984) Bầu Tổng Bí thư tại Hội nghị lần thứ 11                                             |
| Vladimir Dolgikh (sinh 1924)     | 3/3/1981   | 6/3/1986   | 5 năm, 3 ngày   | — |
| Ivan Kapitonov (1915–2002)       | 3/3/1981   | 6/3/1986   | 4 năm, 130 ngày | — |
| Andrei Kirilenko (1906–1990)     | 3/3/1981   | 22/11/1982 | 4 năm, 130 ngày | Bí thư thứ 2 Ban Bí thư Từ chức tại Hội nghị lần thứ 5                                                                                    |
| Yegor Ligachev (sinh 1920)       | 26/12/1983 | 6/3/1986   | 4 năm, 130 ngày | Bầu tại Hội nghị lần thứ 7 Bí thư thứ 2 Ban Bí thư (1985-1988)                                                                            |
| Viktor Nikonov (sinh 1938)       | 23/4/1984  | 6/3/1986   | 1 năm, 317 ngày | Bầu tại Hội nghị lần thứ 12 |
| Boris Ponomarev (1905–1995)      | 3/3/1981   | 6/3/1986   | 5 năm, 3 ngày   | — |
| Grigory Romanov (1923–2008)      | 15/6/1983  | 6/3/1986   | 5 năm, 3 ngày   | Bầu tại Hội nghị lần thứ 6. Tại Hội nghị lần thứ 8 (1984) bầu Bí thư thứ 2 Ban Bí thư tới Hội nghị lần thứ 14 (1985) từ chức Bí thư thứ 2 |
| Nikolai Ryzhkov (sinh 1929)      | 22/11/1982 | 15/10/1985 | 5 năm, 3 ngày   | Bầu tại Hội nghị lần thứ 5 và từ chức tại Hội nghị lần thứ 14                                                                             |
| Konstantin Rusakov (1909–1993)   | 3/3/1981   | 6/3/1986   | 5 năm, 3 ngày   | — |
| Mikhail Suslov (1902–1982)       | 3/3/1981   | 6/3/1986   | 5 năm, 3 ngày   | Bí thư thứ 2 Ban Bí thư (1966-1982) |
| Boris Yeltsin (1931–2007)        | 1/7/1985   | 6/3/1986   | 5 năm, 3 ngày   | Bầu tại Hội nghị lần thứ 12 |
| Lev Zaykov (1923–2002)           | 1/7/1985   | 6/3/1986   | 5 năm, 3 ngày   | Bầu tại Hội nghị lần thứ 12 |
| Mikhail Zimyanin (1914–1995)     | 3/3/1981   | 6/3/1986   | 5 năm, 3 ngày   | — |